# Tavigliano
Tavigliano är en ort och kommun i provinsen Biella i regionen Piemonte i Italien. Kommunen hade 927 invånare (2018).